# Ulmus (dieren)
Ulmus is een geslacht van wantsen uit de familie van de Tingidae (Netwantsen). Het geslacht werd voor het eerst wetenschappelijk beschreven door Distant in 1904.

## Soorten
Het genus bevat de volgende soorten:

- Ulmus distanti Rodrigues, 1984
- Ulmus drakei (Schouteden, 1965)
- Ulmus engageus Drake & Ruhoff, 1961
- Ulmus eteosa (Drake, 1954)
- Ulmus testudineatus Distant, 1904